# زمین‌لرزه ۱۹۳۶ چین
زمین‌لرزه چین  در تاریخ ۷ فوریه ۱۹۳۶ میلادی، برابر با ‎۱۷ بهمن ۱۳۱۴، ساعت ۸:۵۶:۳۰ به زمان یوتی‌سی در چین رخ داد. ژرفای این زلزله ۲۵ کیلومتر بود. بزرگی آن ۶٫۸ در مقیاس ریشتر اعلام شده‌است. زمین‌لرزه به وقت محلی در روز جمعه، ساعت ۱۶ روی داده و منطقه زمانی آن یوتی‌سی +۸ بوده‌است.
سازمان زمین‌شناسی آمریکا نیز جای این زمین‌لرزه را در مختصات ۳۵°۲۴′شمالی ۱۰۳°۲۴′شرقی / ۳۵٫۴°شمالی ۱۰۳٫۴°شرقی و بزرگی آنرا برابر با ۶٫۸ در مقیاس ریشتر اعلام کرده‌است.
شمار کشتگان زلزله حدود ۴۲ نفر بوده‌است. تعداد زخمیان ۳۵ نفر برآورده شده‌است.